# Mario Bertok
Mario Bertok (ur. 2 września 1929 w Zagrzebiu, zm. 20 sierpnia 2008) – chorwacki szachista i dziennikarz szachowy, mistrz międzynarodowy od 1957 roku.

## Życiorys
Na przełomie lat 50. i 60. XX wieku należał do czołówki jugosłowiańskich szachistów. W 1957 i 1961 dwukrotnie wystąpił w drużynowych mistrzostwach Europy, zdobywając 4 medale (drużynowo dwa srebrne oraz srebrny i brązowy za wyniki indywidualne). W 1960 r. jedyny raz w karierze reprezentował barwy Jugosławii na szachowej olimpiadzie, zdobywając w Lipsku brązowy medal. Był trzykrotnym mistrzem Chorwacji. Wielokrotnie startował w finałach indywidualnych mistrzostw Jugosławii, największy sukces odnosząc w 1960 r. w Lublanie, gdzie zdobył tytuł wicemistrza kraju. Dzięki temu wynikowi wystąpił w tym samym roku w rozegranym w Budapeszcie turnieju strefowym (eliminacji mistrzostw świata), w którym podzielił II-V m. (za Gedeonem Barczą, wspólnie z Aleksandarem Matanoviciem, Istvánem Bilkiem i Theo van Scheltingą), a w dogrywce zajął III m. i zdobył awans do turnieju międzystrefowego w Sztokholmie w 1962 r. (w turnieju tym zajął XVIII m. w stawce 23 zawodników).
Do innych jego sukcesów w turniejach międzynarodowych należały m.in. II-III w Bratysławie (1957, za Júliusem Kozmą, wspólnie z Miroslavem Filipem), I m. w Portorožu (1958), II m. w Krakowie (1959), III-IV m. w Amsterdamie (1963, turniej IBM–B, za Heinzem Lehmannem i Coenradem Zuidemą, wspólnie z Robertem Hartochem, II m. w Amsterdamie (1964, turniej IBM–B, za Nikołą Karaklajiciem), IV m. w Zagrzebiu (1964, za László Szabó, Draženem Maroviciem i Bruno Parmą), I-IV m. w Reggio Emilii (1964/65, wspólnie z Istvánem Bilkiem, Rudolfem Teschnerem i Dragoljubem Miniciem), II-IV m. w Reggio Emilii (1969/70, za Sergio Mariottim, wspólnie z Júliusem Kozmą i Alvise Zichichim). III-V m. w Vinkovci (1977) oraz IV m. w Reggio Emilii (1982/83, za Noną Gaprindaszwili, Karelem Mokrym i Georgiem Dannerem).
Najwyższy ranking w karierze osiągnął 1 lipca 1972 r., z wynikiem 2440 punktów dzielił wówczas 22-26. miejsce wśród jugosłowiańskich szachistów. Według retrospektywnego systemu Chessmetrics, najwyżej sklasyfikowany był w październiku 1960 r., zajmował wówczas 55. miejsce na świecie.
W turniejach startował do 2004 roku. Zginął śmiercią tragiczną w sierpniu 2008 r., tonąc w jeziorze Jarun pod Zagrzebiem, prawdopodobnie w wyniku ataku serca.
Żoną Mario Bertoka była Semka Sokolović-Bertok (ur. 1935, zm. 2008), chorwacka aktorka, która w młodości odnosiła również szachowe sukcesy (była m.in. ośmiokrotną mistrzynią Chorwacji).